# Cognocoli-Monticchi
Cognocoli-Monticchi (korsisch Cugnoculu è Muntichji) ist eine französische Gemeinde mit 174 Einwohnern (Stand: 1. Januar 2022) im Département Corse-du-Sud auf der Mittelmeerinsel Korsika. Sie gehört zum Arrondissement Ajaccio und zum Kanton Taravo-Ornano. Die Bewohner nennen sich Cognocolais.
Das Siedlungsgebiet liegt auf 335 Metern über dem Meeresspiegel. Die Nachbargemeinden sind Albitreccia im Norden und Nordosten, Guargualé im Osten, Pila-Canale im Südosten, Sollacaro im Süden, Serra-di-Ferro im Südwesten, Coti-Chiavari im Westen und Pietrosella im Nordwesten.

## Bevölkerungsentwicklung
| Jahr      | 1962 | 1968 | 1975 | 1982 | 1990 | 1999 | 2006 | 2008 | 2012 | 2020 |
| --------- | ---- | ---- | ---- | ---- | ---- | ---- | ---- | ---- | ---- | ---- |
| Einwohner | 148  | 131  | 143  | 143  | 173  | 164  | 181  | 186  | 173  | 175  |

## Sehenswürdigkeiten

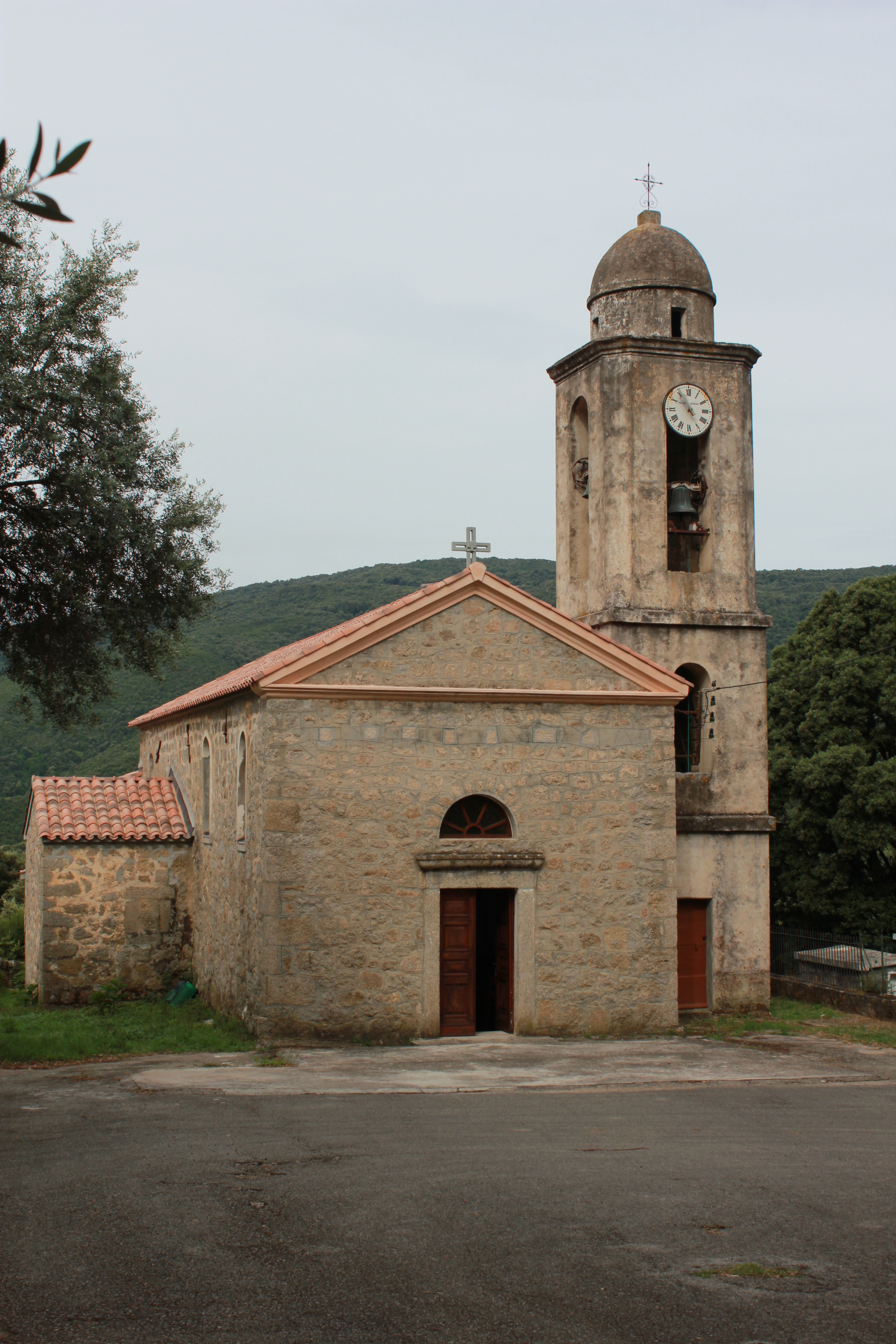
Kirche Saint-Nicolas

- Kirche Saint-Nicolas, erbaut im 16. Jahrhundert
- Zerstörtes Dorf Monticchi mit der Kirchenruine Saint-Vincent
- Kirchenruine San Vincenti im Ortsteil U Poghju
- Kirche San Vincenti im Ortsteil Monticchi
- Ruine der Kapelle Santa Degna
- Ruine der Kapelle San Cumentu
- Kapelle Saint-Pierre im Ortsteil Marato.
- Mühlen, mehrheitlich im 19. Jahrhundert stillgelegt